# 1652 в Україні

## Події
- Заснування Острогозького слобідського козацького полку. Іван Дзиковський очолив переселенців — реєстрових козаків Чернігівського і Ніжинського полків у кількості 2000 чоловік, з родинами та майном, які заснували місто Острогозьк. Дзиковський згодом і став острогозьким полковником.
- Богдан Хмельницький сформував Жаботинський полк, який спільно з козаками Чигиринського полку й Уманського полку на чолі з Тимошем Хмельницьким діяв на Поділлі.
- Батуринська сотня Чернігівського козацького полку внаслідок реорганізації цього полку, відійшла до  Ніжинського.
- Битва під Батогом. 22 травня у битві під Батогом козацько-татарські війська під керівництвом Хмельницького розбили польське військо очолюване Мартином Калиновським.
- Битва під Пісками. 22 січня — 23 січня — битва між військами гетьмана Івана Виговського та Кримського ханату з одного боку і загоном Івана Іскри з іншого, біля села Піски Лубенського полку.
- Чортомлицька Січ (також Стара Січ) — Запорозька Січ заснована козаками на чолі з кошовим отаманом Федіром Лутаєм влітку 1652 року на правому березі Чортомлика.

## Особи

### Призначено, звільнено
- Григорій Лісницький ((?) — 1664)  стає полковником миргородського козацького полку замість страченого Матвія Гладкого.
- Пободайло Степан Данилович (пр. 1600, Носівка — 1654, Бихов) — стає наказним гетьманом Лівобережної України.

### Народились
- Родзянко Василь Іванович (1652 — 1734 рр.), родоначальник козацького старшинського роду Родзянків на Хорольщині.

### Померли
- Матвій Гладкий (* ? — 1610 — † поч. травня 1652) — полковник миргородського козацького полку Війська Запорозького. Страчений за наказом Богдана Хмельницького.
- Лук'ян Мозиря (нар. поч. XVII ст. — пом. поч. травня 1652 ) — полковник корсунського козацького полку  (1649-1652).
- Таборенко Михайло (?-1649-†1652) - український військовий та державний діяч.
- Іван Якович Іскра (? — січень 1659) — козацький отаман, полковник полтавського полку Війська Запорозького (1648— 1649, 1649—1652).

## Засновані, зведені
- Грунська сотня
- Малинівка
- Суми
- Угроїди
- Покровка
- Тростянець (Яворівський повіт)
- Храм святого священномученика Йосафата (Жовква)